# Llista de municipis de Terol

Mapa municipal

Llista dels municipis de la província de Terol amb les seves dades bàsiques.
Informació actualitzada per un bot. Els canvis manuals es perdran quan s'actualitzi!
| Escut | Municipi                             | Població | Superfície km² | Densitat | Altitud | Codi postal | Codi territorial | Dades a Wikidata              |
| ----- | ------------------------------------ | -------- | -------------- | -------- | ------- | ----------- | ---------------- | ----------------------------- |
|       | Ababuj                               | 74       | 54,3           | 1,36     | 1.368   | 44155       | 44001            | Modifica les dades a Wikidata |
|       | Abejuela                             | 57       | 86,7           | 0,66     | 1.169   | 44422       | 44002            | Modifica les dades a Wikidata |
|       | Aguatón                              | 17       | 21,6           | 0,79     | 1.225   | 44382       | 44003            | Modifica les dades a Wikidata |
|       | Aguilar del Alfambra                 | 82       | 39             | 2,1      | 1.302   | 44156       | 44005            | Modifica les dades a Wikidata |
|       | Aiguaviva de Bergantes               | 547      | 42,2           | 12,98    | 549     | 44566       | 44004            | Modifica les dades a Wikidata |
|       | Alacón                               | 208      | 47,5           | 4,38     | 702     | 44549       | 44006            | Modifica les dades a Wikidata |
|       | Alba                                 | 187      | 69,5           | 2,69     | 974     | 44395       | 44007            | Modifica les dades a Wikidata |
|       | Albalat de l'Arzebispe               | 1.933    | 205,7          | 9,4      | 343     | 44540       | 44008            | Modifica les dades a Wikidata |
|       | Albarrasí                            | 1.002    | 456,5          | 2,19     | 1.182   | 44100       | 44009            | Modifica les dades a Wikidata |
|       | Alcaine                              | 39       | 57,4           | 0,68     | 649     | 44792       | 44011            | Modifica les dades a Wikidata |
|       | Alcalá de la Selva                   | 378      | 105            | 3,6      | 1.404   | 44432       | 44012            | Modifica les dades a Wikidata |
|       | Alcanyís                             | 16.247   | 472,1          | 34,41    | 340     | 44600       | 44013            | Modifica les dades a Wikidata |
|       | Alcorisa                             | 3.234    | 121,2          | 26,68    | 632     | 44550       | 44014            | Modifica les dades a Wikidata |
|       | Alfambra                             | 487      | 122,4          | 3,98     | 1.047   | 44160       | 44016            | Modifica les dades a Wikidata |
|       | Aliaga                               | 346      | 193,1          | 1,79     | 1.105   | 44150       | 44017            | Modifica les dades a Wikidata |
|       | Allepús                              | 124      | 67,3           | 1,84     | 1.424   | 44145       | 44021            | Modifica les dades a Wikidata |
|       | Alloza                               | 551      | 81,6           | 6,75     | 664     | 44509       | 44022            | Modifica les dades a Wikidata |
|       | Allueva                              | 30       | 18,7           | 1,61     | 1.200   | 44492       | 44023            | Modifica les dades a Wikidata |
|       | Almohaja                             | 12       | 25,6           | 0,47     | 1.199   | 44369       | 44018            | Modifica les dades a Wikidata |
|       | Alobras                              | 69       | 30,7           | 2,25     | 1.100   | 44134       | 44019            | Modifica les dades a Wikidata |
|       | Alpeñés                              | 26       | 28,6           | 0,91     | 1.223   | 44721       | 44020            | Modifica les dades a Wikidata |
|       | Alventosa                            | 299      | 68             | 4,4      | 952     | 44477       | 44010            | Modifica les dades a Wikidata |
|       | Anadón                               | 34       | 24,6           | 1,38     | 1.112   | 44212       | 44024            | Modifica les dades a Wikidata |
|       | Andorra                              | 7.258    | 141,4          | 51,34    | 714     | 44500       | 44025            | Modifica les dades a Wikidata |
|       | Arcos de las Salinas                 | 110      | 113            | 0,97     | 1.081   | 44421       | 44026            | Modifica les dades a Wikidata |
|       | Arenys de Lledó                      | 194      | 34,3           | 5,66     | 381     | 44622       | 44027            | Modifica les dades a Wikidata |
|       | Argente                              | 201      | 62,6           | 3,21     | 1.253   | 44165       | 44028            | Modifica les dades a Wikidata |
|       | Arinyo                               | 632      | 81,9           | 7,71     | 536     | 44547       | 44029            | Modifica les dades a Wikidata |
|       | Azaila                               | 95       | 81,4           | 1,17     | 276     | 44590       | 44031            | Modifica les dades a Wikidata |
|       | Barrachina                           | 115      | 24,9           | 4,63     | 1.047   | 44220       | 44035            | Modifica les dades a Wikidata |
|       | Bañón                                | 155      | 54,3           | 2,86     | 1.141   | 44357       | 44034            | Modifica les dades a Wikidata |
|       | Bea                                  | 27       | 23,4           | 1,16     | 1.134   | 44492       | 44036            | Modifica les dades a Wikidata |
|       | Bellmunt de Mesquí                   | 135      | 34             | 3,97     | 661     | 44642       | 44038            | Modifica les dades a Wikidata |
|       | Bello                                | 213      | 52,5           | 4,06     | 1.005   | 44232       | 44039            | Modifica les dades a Wikidata |
|       | Berge                                | 216      | 42,6           | 5,07     | 718     | 44556       | 44040            | Modifica les dades a Wikidata |
|       | Beseit                               | 562      | 96,7           | 5,81     | 579     | 44588       | 44037            | Modifica les dades a Wikidata |
|       | Bezas                                | 68       | 26,3           | 2,59     | 1.165   | 44121       | 44041            | Modifica les dades a Wikidata |
|       | Blancas                              | 134      | 73,8           | 1,82     | 1.047   | 44314       | 44042            | Modifica les dades a Wikidata |
|       | Blesa                                | 76       | 80,4           | 0,95     | 711     | 44790       | 44043            | Modifica les dades a Wikidata |
|       | Bordó                                | 113      | 30             | 3,77     | 828     | 44563       | 44044            | Modifica les dades a Wikidata |
|       | Bronchales                           | 451      | 59,6           | 7,57     | 1.569   | 44367       | 44045            | Modifica les dades a Wikidata |
|       | Bueña                                | 55       | 40,7           | 1,35     | 1.213   | 44394       | 44046            | Modifica les dades a Wikidata |
|       | Burbáguena                           | 352      | 39             | 9,02     | 814     | 44330       | 44047            | Modifica les dades a Wikidata |
|       | Bádenas                              | 24       | 31,3           | 0,77     | 998     | 44491       | 44032            | Modifica les dades a Wikidata |
|       | Báguena                              | 295      | 25,2           | 11,72    | 793     | 44320       | 44033            | Modifica les dades a Wikidata |
|       | Cabra de Mora                        | 66       | 34,3           | 1,92     | 1.085   | 44409       | 44048            | Modifica les dades a Wikidata |
|       | Calaceit                             | 960      | 81,3           | 11,8     | 511     | 44610       | 44049            | Modifica les dades a Wikidata |
|       | Calamocha                            | 4.542    | 316,6          | 14,34    | 884     | 44200       | 44050            | Modifica les dades a Wikidata |
|       | Calanda                              | 3.678    | 112,2          | 32,77    | 621     | 44570       | 44051            | Modifica les dades a Wikidata |
|       | Calomart                             | 74       | 28,2           | 2,63     | 1.312   | 44126       | 44052            | Modifica les dades a Wikidata |
|       | Camarena de la Sierra                | 142      | 79,5           | 1,79     | 1.294   | 44459       | 44054            | Modifica les dades a Wikidata |
|       | Camarillas                           | 120      | 50,5           | 2,37     | 1.314   | 44155       | 44055            | Modifica les dades a Wikidata |
|       | Camañas                              | 127      | 78,7           | 1,61     | 1.239   | 44167       | 44053            | Modifica les dades a Wikidata |
|       | Caminreal                            | 603      | 44,4           | 13,58    | 920     | 44350       | 44056            | Modifica les dades a Wikidata |
|       | Cantavella                           | 719      | 124,6          | 5,77     | 1.290   | 44140       | 44059            | Modifica les dades a Wikidata |
|       | Cascante del Río                     | 65       | 32,4           | 2,01     | 984     | 44191       | 44064            | Modifica les dades a Wikidata |
|       | Castejón de Tornos                   | 66       | 30,9           | 2,14     | 1.085   | 44231       | 44065            | Modifica les dades a Wikidata |
|       | Castel de Cabra                      | 84       | 29,4           | 2,85     | 1.088   | 44706       | 44066            | Modifica les dades a Wikidata |
|       | Castellot                            | 663      | 235,2          | 2,82     | 804     | 44560       | 44071            | Modifica les dades a Wikidata |
|       | Castellseràs                         | 801      | 31,5           | 25,41    | 382     | 44630       | 44068            | Modifica les dades a Wikidata |
|       | Castelnou                            | 99       | 37,1           | 2,67     | 201     | 44592       | 44067            | Modifica les dades a Wikidata |
|       | Cañada Vellida                       | 38       | 23,3           | 1,63     | 1.322   | 44168       | 44062            | Modifica les dades a Wikidata |
|       | Cañada de Benatanduz                 | 39       | 34,9           | 1,12     | 1.422   | 44559       | 44060            | Modifica les dades a Wikidata |
|       | Cañizar del Olivar                   | 111      | 22,3           | 4,98     | 954     | 44707       | 44063            | Modifica les dades a Wikidata |
|       | Cedrillas                            | 647      | 73,6           | 8,79     | 1.364   | 44147       | 44074            | Modifica les dades a Wikidata |
|       | Celadas                              | 329      | 100,5          | 3,28     | 1.119   | 44194       | 44075            | Modifica les dades a Wikidata |
|       | Cella                                | 2.690    | 124,7          | 21,58    | 1.023   | 44370       | 44076            | Modifica les dades a Wikidata |
|       | Corbalán                             | 118      | 82,4           | 1,43     | 1.261   | 44193       | 44082            | Modifica les dades a Wikidata |
|       | Cortes de Aragón                     | 65       | 24,4           | 2,66     | 927     | 44791       | 44084            | Modifica les dades a Wikidata |
|       | Cosa                                 | 62       | 54,8           | 1,13     | 1.185   | 44358       | 44085            | Modifica les dades a Wikidata |
|       | Crivillén                            | 91       | 42             | 2,17     | 774     | 44557       | 44087            | Modifica les dades a Wikidata |
|       | Cubla                                | 58       | 48,6           | 1,19     | 1.088   | 44191       | 44089            | Modifica les dades a Wikidata |
|       | Cucalón                              | 79       | 31,9           | 2,47     | 1.036   | 44491       | 44090            | Modifica les dades a Wikidata |
|       | Cuevas Labradas                      | 136      | 40,8           | 3,33     | 968     | 44162       | 44094            | Modifica les dades a Wikidata |
|       | Cuevas de Almudén                    | 115      | 35,8           | 3,21     | 1.281   | 44169       | 44093            | Modifica les dades a Wikidata |
|       | El Castellar                         | 56       | 50,3           | 1,11     | 1.275   | 44409       | 44070            | Modifica les dades a Wikidata |
|       | El Cuervo                            | 95       | 20,8           | 4,58     | 905     | 44134       | 44092            | Modifica les dades a Wikidata |
|       | El Mas de les Mates                  | 1.225    | 30             | 40,85    | 496     | 44564       | 44145            | Modifica les dades a Wikidata |
|       | El Pobo                              | 98       | 63,6           | 1,54     | 1.399   | 44155       | 44185            | Modifica les dades a Wikidata |
|       | El Vallecillo                        | 37       | 21,6           | 1,71     | 1.414   | 44123       | 44249            | Modifica les dades a Wikidata |
|       | Escorihuela                          | 141      | 57             | 2,47     | 1.133   | 44161       | 44097            | Modifica les dades a Wikidata |
|       | Escucha                              | 772      | 41,6           | 18,57    | 1.184   | 44770       | 44099            | Modifica les dades a Wikidata |
|       | Estercuel                            | 203      | 55,6           | 3,65     | 829     | 44558       | 44100            | Modifica les dades a Wikidata |
|       | Exulv                                | 169      | 109,5          | 1,54     | 1.113   | 44559       | 44096            | Modifica les dades a Wikidata |
|       | Ferreruela de Huerva                 | 78       | 20,4           | 3,82     | 1.018   | 44490       | 44101            | Modifica les dades a Wikidata |
|       | Fondespatla                          | 289      | 39             | 7,41     | 712     | 44587       | 44114            | Modifica les dades a Wikidata |
|       | Fonfría                              | 35       | 20,6           | 1,7      | 1.247   | 44492       | 44102            | Modifica les dades a Wikidata |
|       | Fonts de Rubiols                     | 156      | 38,9           | 4,01     | 962     | 44415       | 44113            | Modifica les dades a Wikidata |
|       | Formiche Alto                        | 158      | 78,2           | 2,02     | 1.108   | 44440       | 44103            | Modifica les dades a Wikidata |
|       | Fortanet                             | 216      | 168,2          | 1,28     | 1.353   | 44143       | 44106            | Modifica les dades a Wikidata |
|       | Foz-Calanda                          | 281      | 37,9           | 7,42     | 496     | 44579       | 44107            | Modifica les dades a Wikidata |
|       | Frías de Albarracín                  | 112      | 50,7           | 2,21     | 1.496   | 44126       | 44109            | Modifica les dades a Wikidata |
|       | Fuenferrada                          | 35       | 24,5           | 1,43     | 1.128   | 44741       | 44110            | Modifica les dades a Wikidata |
|       | Fuentes Calientes                    | 82       | 25             | 3,28     | 1.209   | 44711       | 44111            | Modifica les dades a Wikidata |
|       | Fuentes Claras                       | 435      | 36,6           | 11,87    | 909     | 44340       | 44112            | Modifica les dades a Wikidata |
|       | Fórnols de Matarranya                | 72       | 32,6           | 2,21     | 706     | 44650       | 44105            | Modifica les dades a Wikidata |
|       | Galve                                | 144      | 61,9           | 2,33     | 1.188   | 44168       | 44115            | Modifica les dades a Wikidata |
|       | Gargallo                             | 87       | 30,1           | 2,89     | 941     | 44558       | 44116            | Modifica les dades a Wikidata |
|       | Gea de Albarracín                    | 467      | 57,5           | 8,13     | 1.031   | 44110       | 44117            | Modifica les dades a Wikidata |
|       | Griegos                              | 142      | 31,5           | 4,51     | 1.601   | 44114       | 44119            | Modifica les dades a Wikidata |
|       | Guadalaviar                          | 237      | 28,1           | 8,44     | 1.519   | 44115       | 44120            | Modifica les dades a Wikidata |
|       | Gúdar                                | 73       | 60,8           | 1,2      | 1.581   | 44433       | 44121            | Modifica les dades a Wikidata |
|       | Hinojosa de Jarque                   | 99       | 36,5           | 2,71     | 1.224   | 44157       | 44123            | Modifica les dades a Wikidata |
|       | Huesa del Común                      | 57       | 61,7           | 0,92     | 869     | 44213       | 44125            | Modifica les dades a Wikidata |
|       | Híxar                                | 1.760    | 165,4          | 10,64    | 291     | 44530       | 44122            | Modifica les dades a Wikidata |
|       | Jabaloyas                            | 63       | 61,6           | 1,02     | 1.405   | 44122       | 44127            | Modifica les dades a Wikidata |
|       | Jarque de la Val                     | 62       | 29,2           | 2,12     | 1.269   | 44169       | 44128            | Modifica les dades a Wikidata |
|       | Jatiel                               | 49       | 10,8           | 4,52     | 209     | 44592       | 44129            | Modifica les dades a Wikidata |
|       | Jorcas                               | 39       | 26,2           | 1,49     | 1.357   | 44156       | 44130            | Modifica les dades a Wikidata |
|       | Josa                                 | 35       | 28,2           | 1,24     | 772     | 44792       | 44131            | Modifica les dades a Wikidata |
|       | L'Anglesola                          | 377      | 40,3           | 9,36     | 1.227   | 44142       | 44126            | Modifica les dades a Wikidata |
|       | La Cuba                              | 50       | 6,5            | 7,67     | 882     | 44141       | 44088            | Modifica les dades a Wikidata |
|       | La Foz de la Viella                  | 87       | 43,7           | 1,99     | 932     | 44791       | 44124            | Modifica les dades a Wikidata |
|       | La Ginebrosa                         | 196      | 80,1           | 2,45     | 702     | 44643       | 44118            | Modifica les dades a Wikidata |
|       | La Mata de los Olmos                 | 271      | 23,7           | 11,42    | 905     | 44557       | 44146            | Modifica les dades a Wikidata |
|       | La Portellada                        | 241      | 21,4           | 11,28    | 569     | 44589       | 44187            | Modifica les dades a Wikidata |
|       | La Puebla de Híjar                   | 934      | 60,8           | 15,37    | 216     | 44510       | 44191            | Modifica les dades a Wikidata |
|       | La Sorollera                         | 77       | 33,7           | 2,28     | 840     | 44651       | 44077            | Modifica les dades a Wikidata |
|       | La Torre del Comte                   | 122      | 19,5           | 6,27     | 497     | 44597       | 44225            | Modifica les dades a Wikidata |
|       | La Vall de Tormo                     | 305      | 16             | 19,06    | 436     | 44620       | 44245            | Modifica les dades a Wikidata |
|       | La Zoma                              | 27       | 14,5           | 1,86     | 1.151   | 44707       | 44268            | Modifica les dades a Wikidata |
|       | Lagueruela                           | 71       | 26,3           | 2,7      | 1.066   | 44492       | 44132            | Modifica les dades a Wikidata |
|       | Lanzuela                             | 24       | 14,2           | 1,69     | 1.010   | 44491       | 44133            | Modifica les dades a Wikidata |
|       | Les Parres de Castellot              | 57       | 42,1           | 1,35     | 697     | 44566       | 44178            | Modifica les dades a Wikidata |
|       | Libros                               | 102      | 37,9           | 2,69     | 766     | 44132       | 44135            | Modifica les dades a Wikidata |
|       | Lidón                                | 56       | 40,4           | 1,39     | 1.211   | 44164       | 44136            | Modifica les dades a Wikidata |
|       | Linares de Mora                      | 233      | 116,3          | 2        | 1.311   | 44412       | 44137            | Modifica les dades a Wikidata |
|       | Lledó d'Algars                       | 153      | 15,6           | 9,8      | 458     | 44624       | 44141            | Modifica les dades a Wikidata |
|       | Los Olmos                            | 117      | 44             | 2,66     | 868     | 44557       | 44173            | Modifica les dades a Wikidata |
|       | Loscos                               | 112      | 71,8           | 1,56     | 981     | 44493       | 44138            | Modifica les dades a Wikidata |
|       | Maicas                               | 35       | 24,7           | 1,41     | 955     | 44791       | 44142            | Modifica les dades a Wikidata |
|       | Manzanera                            | 539      | 168,7          | 3,2      | 996     | 44420       | 44143            | Modifica les dades a Wikidata |
|       | Martín del Río                       | 370      | 54,9           | 6,74     | 909     | 44750       | 44144            | Modifica les dades a Wikidata |
|       | Massalió                             | 481      | 86,2           | 5,58     | 359     | 44621       | 44147            | Modifica les dades a Wikidata |
|       | Mezquita de Jarque                   | 81       | 31,1           | 2,6      | 1.251   | 44169       | 44148            | Modifica les dades a Wikidata |
|       | Mirambell                            | 107      | 45,5           | 2,35     | 993     | 44141       | 44149            | Modifica les dades a Wikidata |
|       | Miravete de la Sierra                | 32       | 36,5           | 0,88     | 1.218   | 44159       | 44150            | Modifica les dades a Wikidata |
|       | Molinos                              | 228      | 79,6           | 2,86     | 838     | 44556       | 44151            | Modifica les dades a Wikidata |
|       | Monforte de Moyuela                  | 75       | 47,7           | 1,57     | 1.008   | 44493       | 44152            | Modifica les dades a Wikidata |
|       | Monreal del Campo                    | 2.541    | 89             | 28,54    | 939     | 4 4300      | 44153            | Modifica les dades a Wikidata |
|       | Mont-roig de Tastavins               | 308      | 79,2           | 3,89     | 857     | 44652       | 44154            | Modifica les dades a Wikidata |
|       | Montalbán                            | 1.165    | 82             | 14,2     | 907     | 44700       | 44155            | Modifica les dades a Wikidata |
|       | Monteagudo del Castillo              | 43       | 44,4           | 0,97     | 1.450   | 44146       | 44156            | Modifica les dades a Wikidata |
|       | Monterde de Albarracín               | 58       | 45,2           | 1,28     | 1.280   | 44368       | 44157            | Modifica les dades a Wikidata |
|       | Moscardón                            | 61       | 26,9           | 2,27     | 1.415   | 44124       | 44159            | Modifica les dades a Wikidata |
|       | Mosquerola                           | 544      | 265            | 2,05     | 1.471   | 44410       | 44160            | Modifica les dades a Wikidata |
|       | Muniesa                              | 572      | 129,8          | 4,41     | 782     | 44780       | 44161            | Modifica les dades a Wikidata |
|       | Móra de Rubiols                      | 1.618    | 166,2          | 9,73     | 1.035   | 44400       | 44158            | Modifica les dades a Wikidata |
|       | Noguera de Albarracín                | 130      | 47,4           | 2,74     | 1.386   | 44113       | 44163            | Modifica les dades a Wikidata |
|       | Nogueras                             | 32       | 18,8           | 1,7      | 861     | 44497       | 44164            | Modifica les dades a Wikidata |
|       | Nogueruelas                          | 193      | 99,5           | 1,94     | 1.146   | 44414       | 44165            | Modifica les dades a Wikidata |
|       | Obón                                 | 31       | 68,4           | 0,45     | 685     | 44792       | 44167            | Modifica les dades a Wikidata |
|       | Odón                                 | 197      | 74,2           | 2,65     | 1.090   | 44233       | 44168            | Modifica les dades a Wikidata |
|       | Ojos Negros                          | 328      | 90,9           | 3,61     | 1.151   | 44313       | 44169            | Modifica les dades a Wikidata |
|       | Olba                                 | 294      | 21             | 14,01    | 659     | 44479       | 44171            | Modifica les dades a Wikidata |
|       | Oliete                               | 367      | 85,5           | 4,29     | 541     | 44548       | 44172            | Modifica les dades a Wikidata |
|       | Orihuela del Tremedal                | 458      | 71,5           | 6,4      | 1.447   | 44366       | 44174            | Modifica les dades a Wikidata |
|       | Orrios                               | 119      | 44,2           | 2,69     | 1.046   | 44161       | 44175            | Modifica les dades a Wikidata |
|       | Palomar de Arroyos                   | 160      | 33,6           | 4,76     | 1.206   | 44708       | 44176            | Modifica les dades a Wikidata |
|       | Pancrudo                             | 113      | 100,1          | 1,13     | 1.235   | 44720       | 44177            | Modifica les dades a Wikidata |
|       | Pena-roja                            | 460      | 83,3           | 5,52     | 746     | 44586       | 44179            | Modifica les dades a Wikidata |
|       | Peracense                            | 74       | 28,7           | 2,58     | 1.217   | 44369       | 44180            | Modifica les dades a Wikidata |
|       | Peralejos                            | 89       | 36,1           | 2,47     | 995     | 44162       | 44181            | Modifica les dades a Wikidata |
|       | Perales del Alfambra                 | 271      | 104,2          | 2,6      | 1.165   | 44163       | 44182            | Modifica les dades a Wikidata |
|       | Pitarc                               | 61       | 54,3           | 1,12     | 999     | 44555       | 44183            | Modifica les dades a Wikidata |
|       | Plou                                 | 46       | 17,2           | 2,67     | 903     | 44213       | 44184            | Modifica les dades a Wikidata |
|       | Pozondón                             | 54       | 67,6           | 0,8      | 1.407   | 44368       | 44189            | Modifica les dades a Wikidata |
|       | Pozuel del Campo                     | 66       | 27,9           | 2,37     | 1.128   | 44315       | 44190            | Modifica les dades a Wikidata |
|       | Puertomingalvo                       | 141      | 103,6          | 1,36     | 1.449   | 44411       | 44193            | Modifica les dades a Wikidata |
|       | Queretes                             | 570      | 52,7           | 10,82    | 563     | 44623       | 44086            | Modifica les dades a Wikidata |
|       | Rillo                                | 98       | 53,3           | 1,84     | 1.269   | 44710       | 44195            | Modifica les dades a Wikidata |
|       | Riodeva                              | 121      | 34,3           | 3,52     | 967     | 44133       | 44196            | Modifica les dades a Wikidata |
|       | Royuela                              | 225      | 32,5           | 6,92     | 1.214   | 44125       | 44198            | Modifica les dades a Wikidata |
|       | Rubials                              | 43       | 27,4           | 1,57     | 1.167   | 44121       | 44199            | Modifica les dades a Wikidata |
|       | Rubielos de la Cérida                | 26       | 66,9           | 0,39     | 1.240   | 44166       | 44200            | Modifica les dades a Wikidata |
|       | Rubiols                              | 615      | 63,7           | 9,65     | 929     | 44415       | 44201            | Modifica les dades a Wikidata |
|       | Ràfels                               | 149      | 35,6           | 4,18     | 627     | 44589       | 44194            | Modifica les dades a Wikidata |
|       | Ródenas                              | 61       | 44,3           | 1,38     | 1.370   | 44310       | 44197            | Modifica les dades a Wikidata |
|       | Salcedillo                           | 13       | 16,9           | 0,77     | 1.195   | 44793       | 44203            | Modifica les dades a Wikidata |
|       | Saldón                               | 26       | 28,4           | 0,92     | 1.395   | 44122       | 44204            | Modifica les dades a Wikidata |
|       | Samper de Calanda                    | 730      | 142,8          | 5,11     | 258     | 44520       | 44205            | Modifica les dades a Wikidata |
|       | San Agustín                          | 137      | 56,6           | 2,42     | 959     | 44480       | 44206            | Modifica les dades a Wikidata |
|       | San Martín del Río                   | 136      | 16,6           | 8,2      | 781     | 44390       | 44207            | Modifica les dades a Wikidata |
|       | Santa Cruz de Nogueras               | 24       | 15,2           | 1,58     | 894     | 44497       | 44208            | Modifica les dades a Wikidata |
|       | Santa Eulalia del Campo              | 1.020    | 81             | 12,59    | 984     | 44360       | 44209            | Modifica les dades a Wikidata |
|       | Sarrió                               | 1.216    | 140,4          | 8,66     | 991     | 44460       | 44210            | Modifica les dades a Wikidata |
|       | Segura de los Baños                  | 48       | 54,1           | 0,89     | 1.122   | 44793       | 44211            | Modifica les dades a Wikidata |
|       | Seno                                 | 38       | 17,9           | 2,13     | 792     | 44561       | 44212            | Modifica les dades a Wikidata |
|       | Singra                               | 75       | 36,7           | 2,04     | 1.047   | 44382       | 44213            | Modifica les dades a Wikidata |
|       | Terol                                | 36.713   | 440,4          | 83,36    | 915     | 44001–44003 | 44216            | Modifica les dades a Wikidata |
|       | Terriente                            | 210      | 48             | 4,38     | 1.443   | 44120       | 44215            | Modifica les dades a Wikidata |
|       | Toril y Masegoso                     | 34       | 30,7           | 1,11     | 1.490   | 44123       | 44217            | Modifica les dades a Wikidata |
|       | Tormón                               | 31       | 29,3           | 1,06     | 1.851   | 44134       | 44218            | Modifica les dades a Wikidata |
|       | Tornos                               | 182      | 49             | 3,72     | 1.018   | 44230       | 44219            | Modifica les dades a Wikidata |
|       | Torralba de los Sisones              | 146      | 44,8           | 3,26     | 1.041   | 44359       | 44220            | Modifica les dades a Wikidata |
|       | Torre de las Arcas                   | 20       | 37             | 0,54     | 945     | 44709       | 44224            | Modifica les dades a Wikidata |
|       | Torre los Negros                     | 80       | 29             | 2,76     | 1.083   | 44358       | 44227            | Modifica les dades a Wikidata |
|       | Torrecilla del Rebollar              | 117      | 63,4           | 1,84     | 1.142   | 44222       | 44222            | Modifica les dades a Wikidata |
|       | Torredarques                         | 82       | 34,3           | 2,39     | 945     | 44653       | 44223            | Modifica les dades a Wikidata |
|       | Torrelacárcel                        | 131      | 35,5           | 3,69     | 790     | 44382       | 44226            | Modifica les dades a Wikidata |
|       | Torremocha de Jiloca                 | 103      | 33,9           | 3,03     | 981     | 44381       | 44228            | Modifica les dades a Wikidata |
|       | Torres de Albarracín                 | 191      | 28,3           | 6,75     | 1.237   | 44111       | 44229            | Modifica les dades a Wikidata |
|       | Torrijas                             | 36       | 57,3           | 0,63     | 1.359   | 44421       | 44231            | Modifica les dades a Wikidata |
|       | Torrijo del Campo                    | 502      | 44             | 11,41    | 923     | 44393       | 44232            | Modifica les dades a Wikidata |
|       | Tramacastiel                         | 58       | 47,3           | 1,23     | 879     | 44133       | 44234            | Modifica les dades a Wikidata |
|       | Tramacastilla                        | 130      | 24,8           | 5,24     | 1.260   | 44112       | 44235            | Modifica les dades a Wikidata |
|       | Tronxó                               | 60       | 57,1           | 1,05     | 1.096   | 44141       | 44236            | Modifica les dades a Wikidata |
|       | Urrea de Gaén                        | 440      | 41,1           | 10,7     | 308     | 44593       | 44237            | Modifica les dades a Wikidata |
|       | Utrillas                             | 3.102    | 39,8           | 77,9     | 968     | 44760       | 44238            | Modifica les dades a Wikidata |
|       | Valacloche                           | 32       | 15             | 2,13     | 985     | 44191       | 44239            | Modifica les dades a Wikidata |
|       | Valbona                              | 192      | 40,7           | 4,71     | 949     | 44430       | 44240            | Modifica les dades a Wikidata |
|       | Valdealgorfa                         | 580      | 47             | 12,34    | 510     | 44594       | 44241            | Modifica les dades a Wikidata |
|       | Valdecuenca                          | 28       | 18,6           | 1,5      | 1.331   | 44122       | 44243            | Modifica les dades a Wikidata |
|       | Valdelinares                         | 75       | 55             | 1,36     | 1.690   | 44413       | 44244            | Modifica les dades a Wikidata |
|       | Vall-de-roures                       | 2.545    | 124            | 20,52    | 510     | 44580       | 44246            | Modifica les dades a Wikidata |
|       | Valljunquera                         | 328      | 41,8           | 7,84     | 552     | 44595       | 44247            | Modifica les dades a Wikidata |
|       | Veguillas de la Sierra               | 24       | 13,7           | 1,76     | 1.270   | 44134       | 44250            | Modifica les dades a Wikidata |
|       | Villafranca del Campo                | 296      | 66,5           | 4,45     | 956     | 44394       | 44251            | Modifica les dades a Wikidata |
|       | Villahermosa del Campo               | 93       | 19,2           | 4,84     | 956     | 44494       | 44252            | Modifica les dades a Wikidata |
|       | Villanueva del Rebollar de la Sierra | 48       | 19             | 2,53     | 1.085   | 44223       | 44256            | Modifica les dades a Wikidata |
|       | Villar del Cobo                      | 162      | 54,1           | 2,99     | 1.430   | 44114       | 44257            | Modifica les dades a Wikidata |
|       | Villar del Salz                      | 53       | 38,7           | 1,37     | 1.219   | 44311       | 44258            | Modifica les dades a Wikidata |
|       | Villarluengo                         | 163      | 157,9          | 1,03     | 1.119   | 44559       | 44260            | Modifica les dades a Wikidata |
|       | Villarquemado                        | 870      | 56,4           | 15,42    | 996     | 44380       | 44261            | Modifica les dades a Wikidata |
|       | Villarroya de los Pinares            | 163      | 66,4           | 2,45     | 1.337   | 44144       | 44262            | Modifica les dades a Wikidata |
|       | Villastar                            | 551      | 39             | 14,11    | 867     | 44130       | 44263            | Modifica les dades a Wikidata |
|       | Villel                               | 337      | 85,4           | 3,95     | 883     | 44131       | 44264            | Modifica les dades a Wikidata |
|       | Vinaceite                            | 182      | 50,1           | 3,63     | 674     | 44591       | 44265            | Modifica les dades a Wikidata |
|       | Visiedo                              | 131      | 55,5           | 2,36     | 1.185   | 44164       | 44266            | Modifica les dades a Wikidata |
|       | Vivel del Río Martín                 | 63       | 51,2           | 1,23     | 970     | 44740       | 44267            | Modifica les dades a Wikidata |
|       | la Canyada de Beric                  | 80       | 10,9           | 7,37     | 738     | 44643       | 44061            | Modifica les dades a Wikidata |
|       | la Codonyera                         | 321      | 21             | 15,31    | 499     | 44640       | 44080            | Modifica les dades a Wikidata |
|       | la Freixneda                         | 459      | 39,5           | 11,63    | 586     | 44596       | 44108            | Modifica les dades a Wikidata |
|       | la Pobla de Valverde                 | 465      | 282,8          | 1,64     | 1.183   | 44450       | 44192            | Modifica les dades a Wikidata |
|       | la Torre de Vilella                  | 182      | 33,4           | 5,44     | 611     | 44641       | 44230            | Modifica les dades a Wikidata |
|       | la Torrocella d'Alcanyís             | 436      | 26,8           | 16,29    | 446     | 44640       | 44221            | Modifica les dades a Wikidata |